# Mercedes Sosa
Haydée Mercedes Sosa (San Miguel de Tucumán, 1935. július 9. – Buenos Aires, 2009. október 4.) vagy ahogy közönsége hívta, La  Negra (A Fekete), folklórénekesnő, aki hazáján, Argentínán túl egész Latin-Amerikában nagyon népszerű volt. Őt tekintik a „Nueva Canción” (Új dal) mozgalom egyik legkiemelkedőbb képviselőjének. A népdalokon túl olyan kortárs latin-amerikai dalszerzők és költők dalait adta elő, mint Víctor Jara, Julio Numhauser, Pablo Neruda, Violeta Parra, Atahualpa Yupanqui.
Sok dalában élesen kritizálta a fennálló társadalmi rendet, tiltakozott a háború és diktatúra ellen, és kiállt az elnyomott indiánok és földművesek jogaiért.
Élete utolsó évtizedében sokat szerepelt külföldön is, fellépett többek között a New York-i Lincoln Centerben, a párizsi Théâtre Mogadorban, a vatikáni Sixtus-kápolnában. Telt házas előadása volt a Carnegie Hallban és a római Colosseumban.
Négy évtizedes pályafutása során többször kapott Latin Grammy-díjat vagy jelölést, legtöbbször a legjobb népzenei album kategóriában.

## Pályafutása
Mercedes Sosa Argentína észak-nyugati tartományában, Tucumanban született indián-francia vegyes család gyermekeként. Barátai biztatására 1950-ben „Gladys Osorio” álnéven részt vett egy helyi rádióállomás versenyén, amit megnyert és két hónapos szerződést kapott. Néhány évvel később Mendozába költözött, ott került kapcsolatba az akkor kibontakozó „Nueva Canción” mozgalom tagjaival, köztük első férjével, Manuel Oscar Matusszal. Házasságukból egy fiúgyermek született.
Első, kizárólag népdalokat tartalmazó nagylemeze, a  La voz de la zafra (A cukornádaratás hangja) 1962-ben jelent meg.  Neve azután vált országszerte ismertté, hogy 1965-ben Cosquinban fellépett Argentina legnagyszabásúbb folklór fesztiválján. Ezután sorra jelentek meg lemezei; már nem csak népdalokat énekelt. Az 1967-ben megjelent Para cantarle a mi gente albumon kortárs latin-amerikai szerzők dalait adta elő. Még ugyanabban az évben sor került első külföldi vendégszerepléseire, előadói körútján fellépett Miamiban, Lisszabonban, Portóban, Rómában, Varsóban és a Szovjetunió több nagyvárosában.
Az 1970-es évek elején Ariel Ramírez zeneszerzővel és Félix Luna szövegíróval közösen két konceptalbumat adott ki Cantata Sudamericana (Dél-Amerikai kantáta) és Mujeres argentinas (Argentin nők) címmel. 1971-es Homenaje a Violeta Parra albumát a korábban tragikusan elhunyt chilei énekesnő, Violeta Parra emlékének szentelte. Ezen a lemezen adja elő a Gracias a la vida (Köszönet az életnek) című dalt, ami később szinte védjegyévé vált. (A dal eredeti szerzője Violeta Parra). Jelentős szerepet játszott abban is, hogy a brazil Milton Nascimento és a kubai Pablo Milanés és Silvio Rodríguez dalai sikert arattak.
Fiatal korában szimpatizált Juan Perónnal és támogatta a baloldali mozgalmakat. Az 1976. március 24-i puccs és az azt követő katonai diktatúra és elnyomás alatt annak ellenére sem hagyta el hazáját, hogy dalait a rádiók nem játszották és hanglemezeit betiltották. 1979-ben La Platában egy koncert közben őt és közönségének egy részét is letartóztatták, majd 18 órán át tartó fogvatartás után pénzbüntetés ellenében szabadon engedték. Ezt követően Párizson keresztül Madridba emigrált és ott élt 1982-ig.
1982-ben, miután a katonai junta elvesztette a Falkland-szigeteki háborút és az ezt követő tömegmegmozdulások hatására lemondott, Sosa egy rövid időre visszatért hazájába. A Buenos Aires-i Teatro Colónban tartott koncertjét sokan a politikai változások kulcseseményeként tartják számon, mely nagyban hozzájárult az argentin kultúra és zenei élet megújulásához. A koncertelőadáson felvett Mercedes Sosa en Argentina (1982) dupla album zenetörténelmet írt. 
A koncert után azonban ismét elhagyta az országot, mert megtudta, hogy a politikai vezetés nem nézi jó szemmel jelenlétét, és csak 1983-ban tért végleg haza, amikor a demokrácia már megszilárdult. Alkotói tevékenységét az emigráció idején is folytatta, számos lemeze jelent meg és több országban is fellépett.
A következő években Sosa Argentínában és külföldön is folytatta turnéját, olyan helyszíneken, mint a New York-i Lincoln Center és a párizsi Théâtre Mogador. Az 1990-es évektől kezdődően egészségi problémákkal küszködött és ritkán lépett színpadra. Ennek ellenére 1994-ben fellépett a vatikáni Sixtus-kápolnában. 1998-ban a Buenos Aires-i Luna Parkban tartott koncertsorozatot. 2002-ben a New York-i Carnegie Hallban adott koncertje végén a közönség tíz percig felállva tapsolt. Ugyanebben az évben a római Colosseumban is óriási sikere volt.
1999-ben Sosa részt vett Ariel Ramírez Missa Criolla című miséjének a felvételén. A 2008-ban Benicio del Toro főszereplésével forgatott, Che Guevara életét bemutató Che című filmben Sosa adta elő a Balderrama  dalt.
2009-ben jelent meg utolsó albuma, a három kategóriában is Latin Grammy-díjra jelölt Cantora, amin olyan híres énekesek működnek közre, mint Fito Páez és Shakira.

## Halála
2009. szeptember 18-án a krónikus endokrinológiai és légzési problémákkal küzdő 74 éves Sosát egy Buenos Aires-i kórházba szállították, ahol 2009. október 4-én elhunyt. Holttestét a Kongresszus épületében ravatalozták fel, hogy az emberek leróhassák előtte tiszteletüket. Az ország elnöke Cristina Fernández de Kirchner három napos nemzeti gyászt rendelt el. Haláláról a világ valamennyi sajtóorgánuma hírt adott.
Holttestét elhamvasztották és hamvait végakaratának megfelelően Buenos Aires-ben, szülőhelyén Tucumában és az otthonául választott Mendozában hintették el.

## Diszkográfia
- La voz de la zafra (1962)
- Canciones con fundamento (1965)
- Yo no canto por cantar (1966)
- Hermano (1966)
- Para cantarle a mi gente (1967)
- Con sabor a Mercedes Sosa (1968)
- Mujeres argentinas (1969)
- Navidad con Mercedes Sosa (1970)
- El grito de la tierra (1970)
- Homenaje a Violeta Parra (1971)
- Hasta la victoria (1972)
- Cantata Sudamericana (1972)
- Traigo un pueblo en mi voz (1973)
- Niño de mañana (1975)
- A que florezca mi pueblo (1975)
- En dirección del viento (1976)
- O cio da terra (1977)

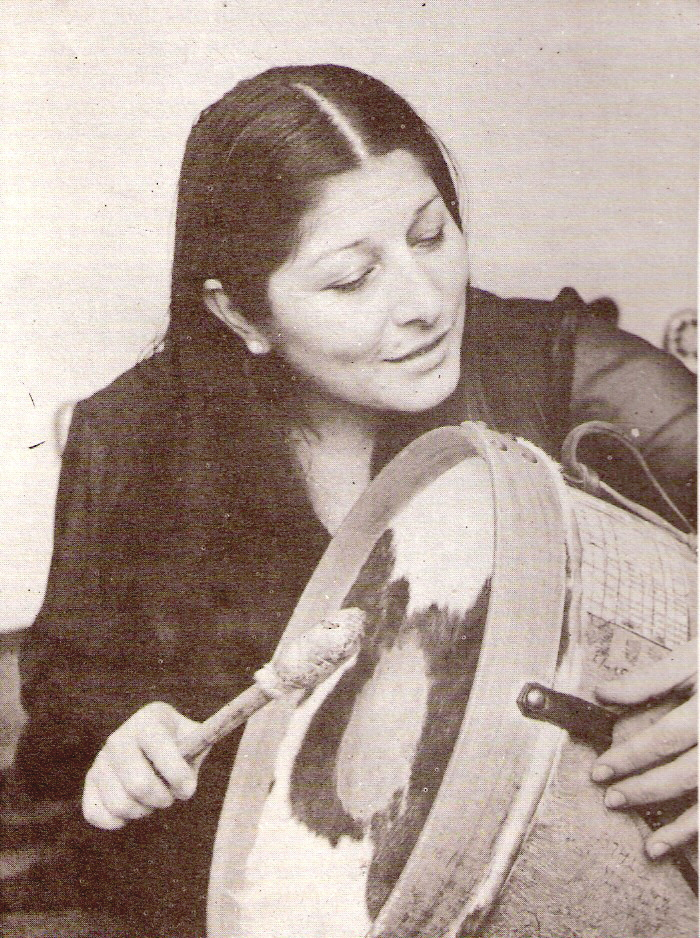
Mercedes Sosa 1980-ban

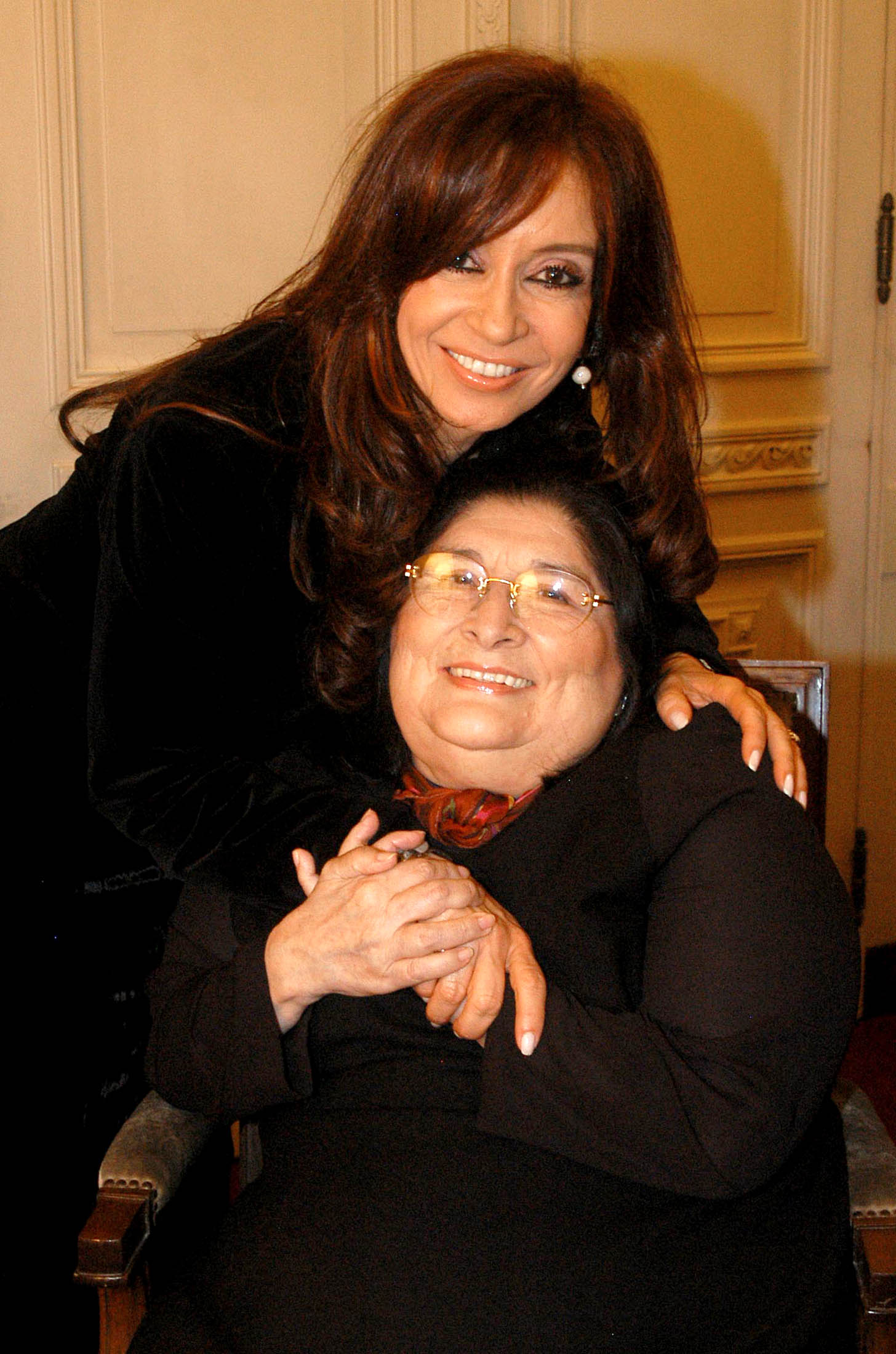
Mercedes Sosa (alul) Cristina Fernández de Kirchnerrel 2005-ben

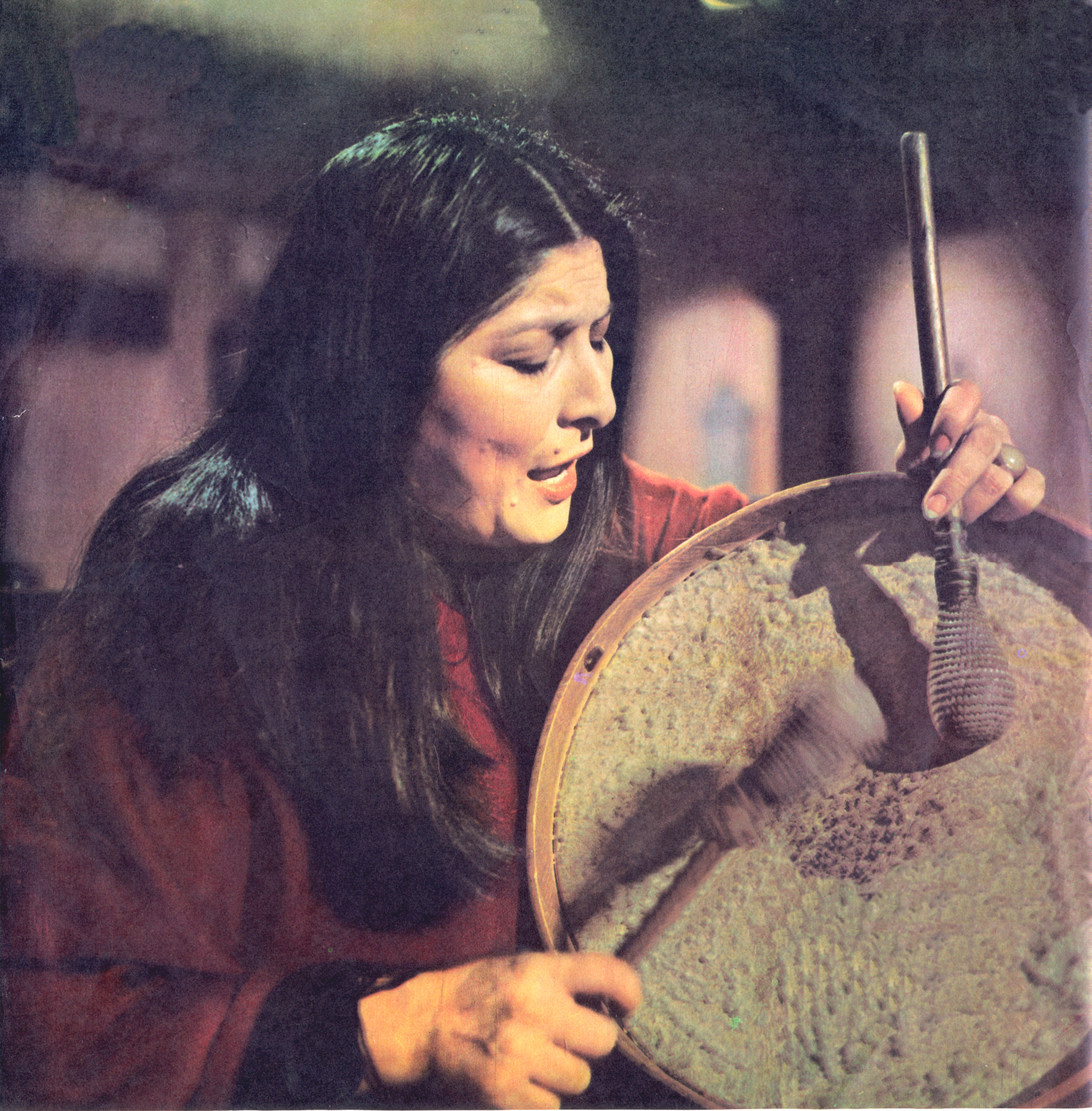
Mercedes Sosa egy 1973-ban megjelent hanglemezborítón

- Mercedes Sosa interpreta a Atahualpa Yupanqui (1977)
- Si se calla el cantor (Horacio Guarany közreműködésével) (1977)
- Serenata para la tierra de uno (1979)
- A quién doy (1980)
- Gravado ao vivo no Brasil (1980)
- Mercedes Sosa en Argentina (1982)
- Mercedes Sosa (1983)
- Como un pájaro libre (1983)
- Recital (1983)
- ¿Será posible el sur? (1984)
- Vengo a ofrecer mi corazón (1985)
- Corazón americano (1985) (Milton Nascimento és León Gieco közreműködésével)
- Mercedes Sosa ’86 (1986)
- Mercedes Sosa ’87 (1987)
- Gracias a la vida (1987)
- Amigos míos (1988)
- En vivo en Europa (1990)
- De mí (1991)
- 30 años (1993)
- Sino (1993)
- Gestos de amor (1994)
- Oro (1995)
- Escondido en mi país (1996)
- Alta fidelidad (1997) (Charly García közreműködésével)
- Al despertar (1998)
- Misa Criolla (2000)
- Acústico (2002)
- Argentina quiere cantar (2003) (Víctor Heredia és León Gieco közreműködésével)
- Corazón libre (2005)
- Cantora (2009)
- Deja la vida volar (2011) (posztumusz album koncertfelvételekből))

## Filmográfia
- Güemes, la tierra en armas (1971)
- Argentinísima (1972)
- Esta es mi Argentina (1974)
- Mercedes Sosa: como un pájaro libre (1983)
- Será posible el sur: Mercedes Sosa (1986)
- Historias de Argentina en vivo (2001)
- Mercedes Sosa: La voz de Latinoamérica (2013)

## Díjak
Számos nemzetközi díjon túl négy albuma kapott Latin Grammy-díjat:
- Missa Criolla (2000)
- Acústico (2003)
- Corazón libre (2006)
- Deja la vida volar (2011) (posztumusz)
- 1995-ben az argentin Konex Alapítványtól Konex Gyémánt-díjat kapott
- Latin Grammy-díj Életmű-díj (2004)[19]

## Megemlékezés
2019. január 31-én a Google kereső több országban is a nyitóoldalán emlékezett meg az énekesnő első fellépéséréről a cosquini fesztiválon.

## Magyar nyelvű cikkek
- https://index.hu/kultur/zene/2009/10/05/elhunyt_mercedes_sosa_argentin_enekesno/
- https://www.vaol.hu/cimke/mercedes-sosa/
- http://wangfolyo.blogspot.com/2009/10/mercedes-sosa.html

## Fordítás
- Ez a szócikk részben vagy egészben  a   Mercedes Sosa című angol Wikipédia-szócikk ezen változatának fordításán alapul.  Az eredeti cikk szerkesztőit annak laptörténete sorolja fel. Ez a jelzés csupán a megfogalmazás eredetét és a szerzői jogokat jelzi, nem szolgál a cikkben szereplő információk forrásmegjelöléseként.
- Ez a szócikk részben vagy egészben  a   Mercedes Sosa című német Wikipédia-szócikk ezen változatának fordításán alapul.  Az eredeti cikk szerkesztőit annak laptörténete sorolja fel. Ez a jelzés csupán a megfogalmazás eredetét és a szerzői jogokat jelzi, nem szolgál a cikkben szereplő információk forrásmegjelöléseként.